# Noumeaella rubrofasciata
Noumeaella rubrofasciata Gosliner, 1991 è un mollusco nudibranchio della famiglia Facelinidae.